# Lotus (Motorsport)

Logo von Lotus

Unter dem Namen Lotus traten in der Geschichte des Motorsports verschiedene Rennteams in mehreren Rennserien an.
Am erfolgreichsten war der Formel-1-Rennstall Team Lotus, der von 1958 bis 1994 in der Formel 1 aktiv war und sechs Mal den Fahrer- und sieben Mal den Konstrukteursweltmeistertitel gewann.
2011 unterstützte Lotus Cars Teams in der Formel 1, IndyCar Series, GP2-Serie, GP3-Serie sowie in verschiedenen GT-Meisterschaften. In der Formel 1 traten zudem zwischen 2010 und 2011 mit Lotus Racing und zwischen 2011 und 2015 mit dem Lotus F1 Team private Rennställe unter dem Namen Lotus an, welche aber sonst mit dem ursprünglichen Team keine Verbindung hatten. Darüber hinaus stehen einige Fahrer und Teams mit Lotus in Verbindung.

## Lotus in der Formel 1

### Team Lotus (1958–1994)

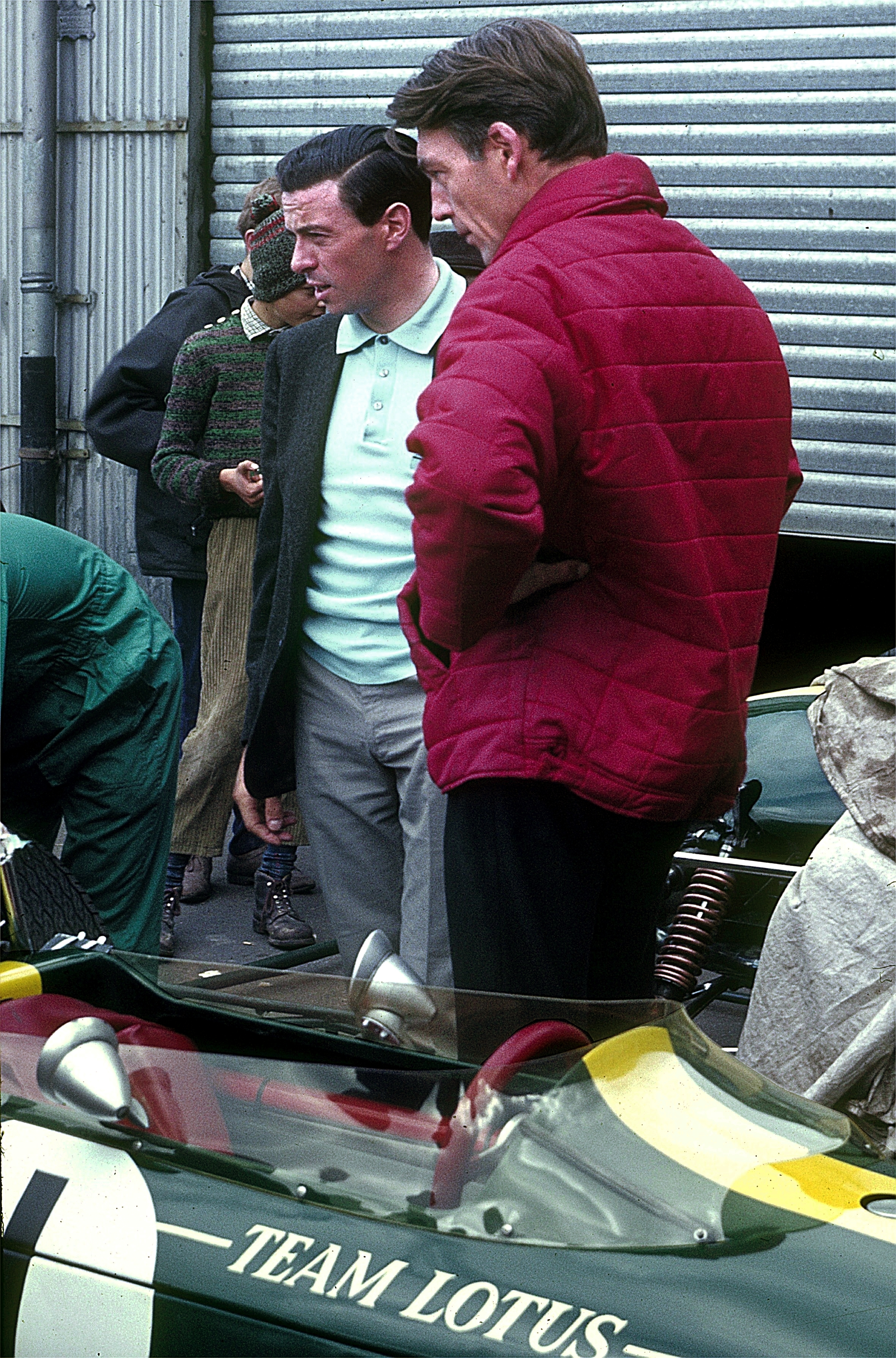
Jim Clark (links) 1966

Team Lotus war ein britischer Motorsport-Rennstall und wie Lotus Cars ein Unternehmen der von Colin Chapman gegründeten Lotus Group. Das Team nahm zwischen 1958 und 1994 an knapp 500 Grand-Prix-Rennen zur Formel-1-Weltmeisterschaft und zeitweise auch anderen Rennserien teil. In den 1960er und 70er Jahren war der Rennstall eines der erfolgreichsten Teams der Formel 1 und gewann mehrere Fahrer- und Konstrukteursweltmeistertitel.

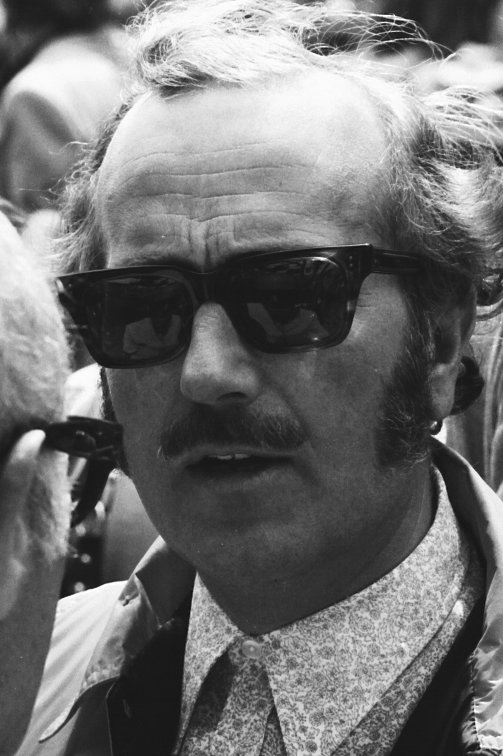
Colin Chapman

Teamchef und Gründer Colin Chapman galt als genialer Tüftler und Techniker. Er erfand die Monocoque-Karosserie und war zudem der erste Konstrukteur, der die von allen Rennwagen seit den 1950er Jahren bekannte, rundliche Kühlluftöffnung am Wagenbug abschaffte und für den Lotus 72 (erster Einsatz 1970) eine keilförmige Karosserie mit seitlichen Kühlern schuf. Weiterhin war Chapman Pionier in der Nutzung des Bodeneffekts, der 1977 erstmals am Lotus 78 Einzug in die Formel 1 hielt.
Als Schattenseite seines Einfallsreichtums und seines Erfindergeistes riskierte Chapman immer wieder das Leben seiner Fahrer, indem er gefährliches oder noch nicht getestetes Material bei Rennen einsetzte. Der britische Weltmeister Graham Hill sagte einmal: „Wenn mich ein Rad überholt, weiß ich, dass ich in einem Lotus sitze.“ Noch drastischer drückte es Jochen Rindt aus, als er meinte, dass er „im Lotus entweder umkommt oder Weltmeister wird“. Beides bewahrheitete sich 1970.
Der plötzliche Tod Chapmans 1982 besiegelte den schleichenden Niedergang des Traditionsteams, das schließlich 1994 nach Jahren des Misserfolgs Insolvenz anmelden musste. Der letzte Grand-Prix-Sieg eines Lotus gelang dem Brasilianer Ayrton Senna 1987 beim Großen Preis der USA im Lotus 99T.
Weltmeister auf Lotus wurden Jim Clark (zweimal), Graham Hill, Jochen Rindt, Emerson Fittipaldi und Mario Andretti (jeweils einmal).

### Pacific Team Lotus (1995)
1995 trat der Rennstall Pacific Racing in der Formel 1 unter dem Namen Pacific Team Lotus an. Nach dem Ausscheiden des Team Lotus aus der Formel 1 hatte der Rennstall die Namensrechte erworben. Das Team blieb in der Saison ohne Punkte und trat in der folgenden Saison nicht mehr in der Formel 1 an.

### Lotus Racing / Team Lotus (seit 2010)

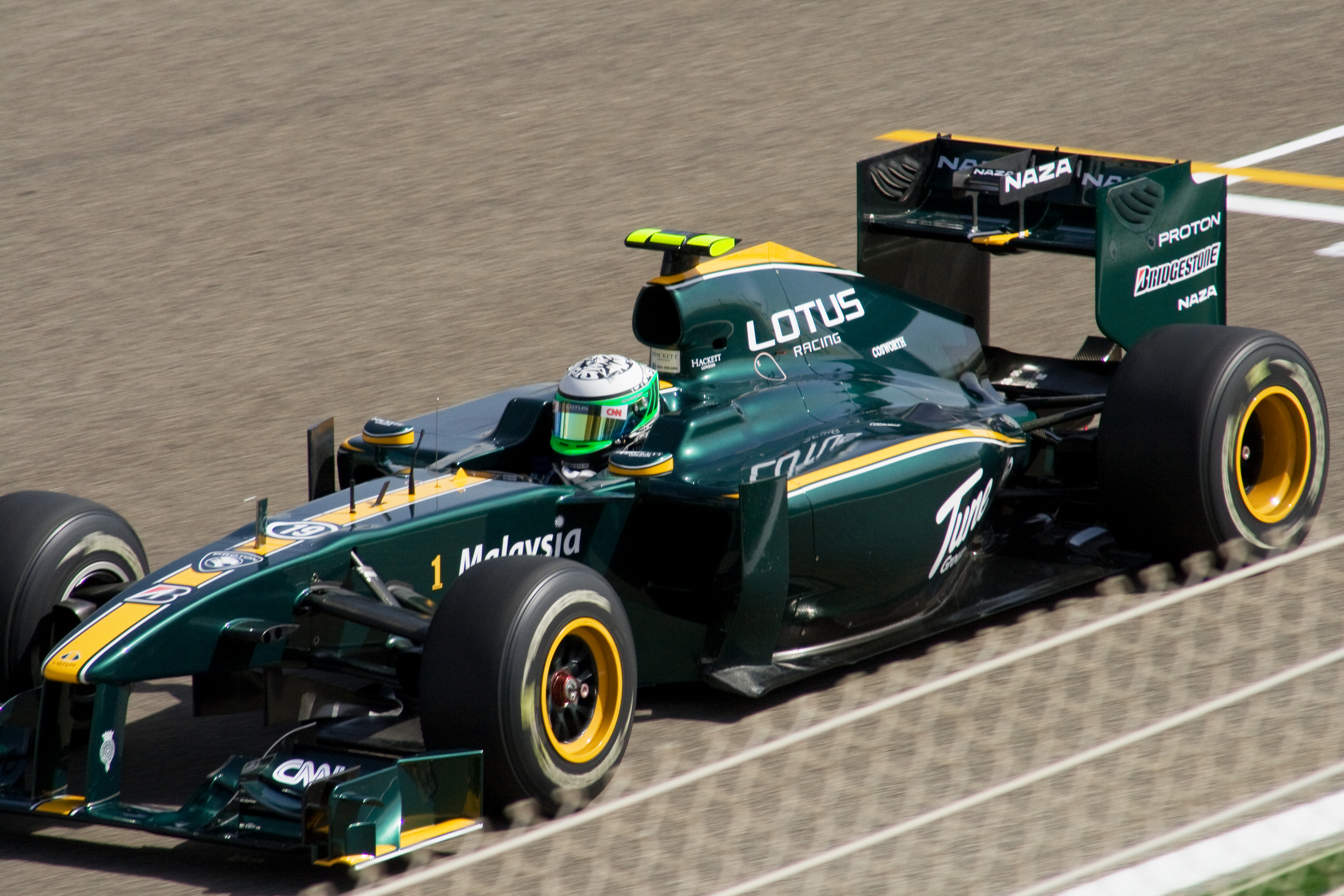
Heikki Kovalainen im Lotus 127 in Bahrain 2010

2010 kehrte mit dem malaysischen Rennstall Lotus Racing der Name Lotus in die Formel 1 zurück. Das Team verwendete zwar dieselbe Farbgestaltung wie das Team Lotus, war aber kein offizieller Nachfolger des Team Lotus. Das neue Team wird von Malaysia F1 Team Sdn Bhd betrieben, einem Konsortium verschiedener malaysischer Unternehmen, das für die Gründung des Teams auch mit der malaysischen Regierung zusammenarbeitete. Auch der Automobilkonzern Proton, Besitzer der Straßenwagenabteilung von Lotus Cars, gehört dem Konsortium an. Teamchef wurde Tony Fernandes.
Zur Formel-1-Weltmeisterschaft 2011 erwarb der Rennstall die Namensrechte an Team Lotus und nannte das Team dementsprechend um. Die Namensrechte an Team Lotus waren in den 1990er Jahren von David Hunt erworben worden. Lotus Cars versuchte infolgedessen, per Gerichtsentscheid zu erwirken, dass der malaysische Rennstall den Namen nicht verwenden durfte. Im Mai wurde vom Gericht bestätigt, dass das Team den Namen Team Lotus weiterhin verwenden darf.

### Lotus Renault GP und Lotus F1 Team (seit 2010)
2011 kehrte Lotus Cars als Titelsponsor des Renault-Teams in die Formel 1 zurück. Der Rennstall, der 2010 aus dem bisherigen Renault-Werksteam hervorging, trat in der Saison 2011 als Lotus Renault GP an. Der Vertrag als Titelsponsor galt ursprünglich bis 2017. Dieser Sponsoringvertrag endet bereits im April 2012. Das Lotus F1 Team verzichtet daraufhin auf die Zahlung der vereinbarten Sponsorengelder und darf den Namen „Lotus“ bis einschließlich der Saison 2017 nutzen. Das Team ist im Besitz der luxemburgischen Investmentfirma Genii Capital. In der gerichtlichen Auseinandersetzung mit dem von Tony Fernandes betriebenen Team Lotus wurde entschieden, dass Lotus weiterhin als Titelsponsor auftreten und eine schwarz-goldene Lackierung verwenden darf. Es kam somit 2011 in der Formel 1 zum Duell Lotus gegen Lotus. 2012 erhielt der Rennstall die Bezeichnung Lotus F1 Team, während Fernandes’ Rennstall den Namen Lotus aufgegeben hatte und als Team Caterham gemeldet wurde.
In der Formel-1-Weltmeisterschaft 2012 beendete Kimi Räikkönen die sieglose Serie durch den Gewinn des Großen Preises von Abu Dhabi. Ebenso gewann er das Rennen des Großen Preises von Australien 2013.

## Lotus in anderen Formelsportrennserien

### Lotus in der IndyCar Series
2010 stieg Lotus Cars als Sponsor von KV Racing Technology zum zweiten Rennen in die IndyCar Series ein. Lotus sponserte den Dallara des ehemaligen Formel-1-Piloten Takuma Satō, der im grün-gelben Lotus-Design lackiert war. Satō fiel in seiner Debütsaison durch einige Unfälle auf und erreichte mit einem neunten Platz nur eine Platzierung unter den besten Zehn.
2011 trat Lotus als Titelsponsor von drei KV-Racing-Technology-Rennwagen auf. Satō, E. J. Viso und Tony Kanaan starteten für KV Racing Technology – Lotus. Während Satō zwei Pole-Positions erzielte, wurde Kanaan einmal Zweiter und zweimal Dritter. Beim Saisonfinale, das nach einem Massenunfall, bei dem Dan Wheldon ums Leben kam, abgebrochen und nicht gewertet wurde, lag Kanaan durchgängig in Führung. In der Fahrerwertung war Kanaan als Fünfter der beste Lotus-Pilot. Satō wurde 13., Viso 18. Die Kooperation mit KV Racing Technology endete am Ende der Saison.
Ab der Saison 2012 steigt Lotus als Motorenhersteller in die IndyCar Series ein. Der Motor wird von Engine Developments, auch unter dem Namen Judd bekannt, entwickelt. Werksseitig werden die Rennställe Dreyer & Reinbold Racing, Lotus/HVM Racing und Bryan Herta Autosport mit Lotus-Motoren an den Start gehen. Darüber hinaus wird MSR Indy Lotus-Motoren einsetzen.

### Lotus in der GP2/GP3-Serie
Ab der Saison 2011 unterstützt Lotus Cars das GP2-Team ART Grand Prix, dass seitdem als Lotus ART in der GP2- und GP3-Serie an den Start geht. In der GP2-Serie haben darüber hinaus drei weitere Teams eine indirekte Verbindung zu Lotus. DAMS wird von Gravity Sport Management, einer Tochterfirma von Genii Capital, und Super Nova Racing von Proton gesponsert. Außerdem setzt Tony Fernandes, Teamchef des Formel-1-Teams Team Lotus, mit dem Team AirAsia einen eigenen Rennstall ein.

### Lotus in der Formel Renault 3.5

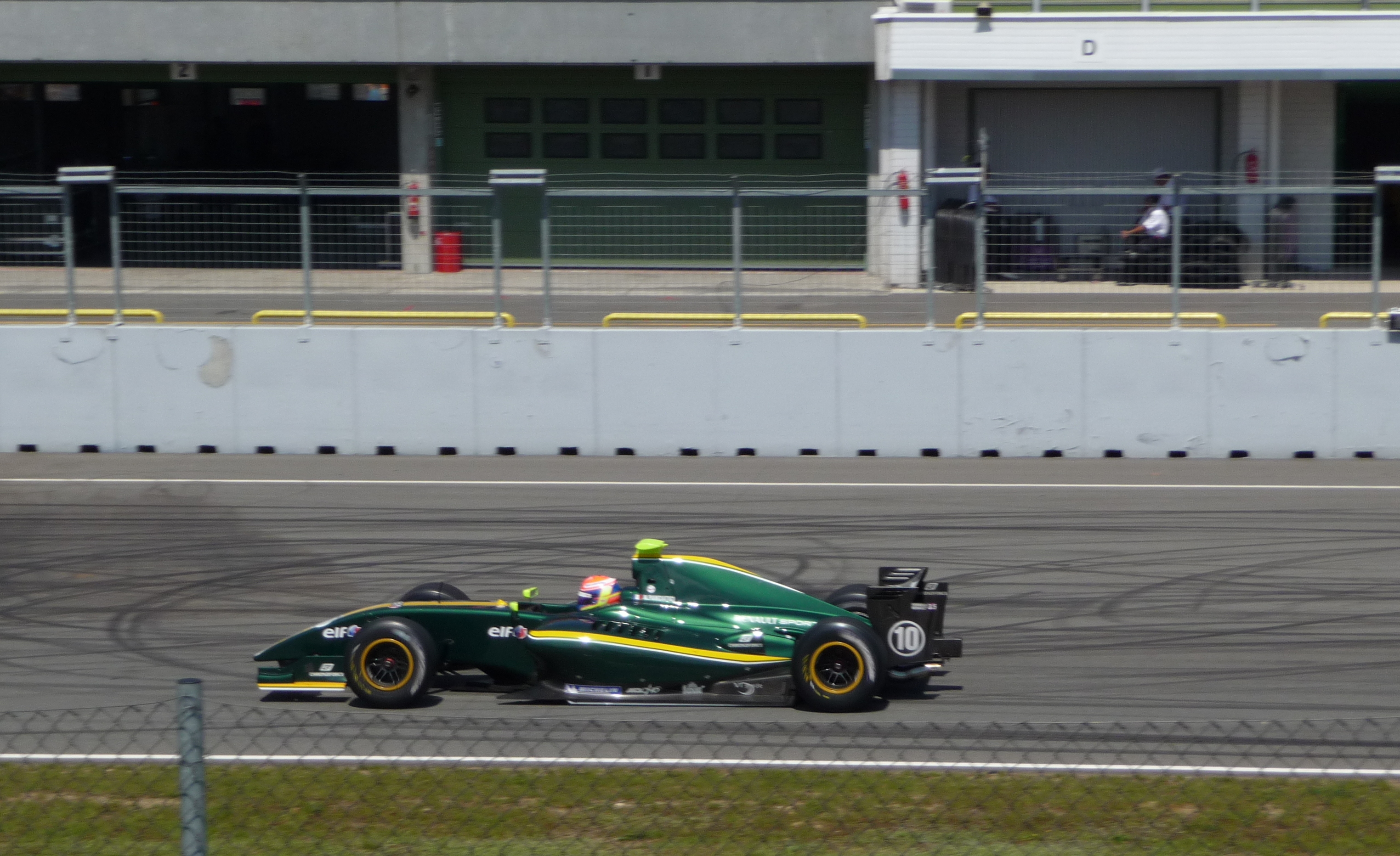
Nelson Panciatici für Junior Lotus Racing in der Formel Renault 3.5

In der Saison 2010 trat Mofaz Racing unter dem Namen Junior Lotus Racing in der Formel Renault 3.5, der Hauptserie der World Series by Renault, als „Juniorteam“ von Lotus Racing an. Das Team gehört dem Vater von Fairuz Fauzy, der Testfahrer bei Lotus Racing war. Die Lackierung der Autos war an dem der Formel-1-Boliden orientiert. Als Fahrer starteten in der Saison 2010 Daniil Mowe, der für das letzte Rennwochenende durch Dean Stoneman vertreten wurde, und Nelson Panciatici. In der Teamwertung erreichte der Rennstall den neunten Platz. Bester Fahrer war Panciatici, der den zwölften Gesamtrang belegte.